# إتش تي سي 8 إس
هاتف HTC 8S بنظام ويندوز موبايل هاتف ذكي مصنع من شركة إتش تي سي
.

## روابط خارجية
- مواصفات HTC 8S